# Anne van Olst
Anne van Olst (* 25. März 1962 in Aalborg, Region Nordjylland, als Anne Koch Jensen) ist eine dänische Dressurreiterin.
Im Mai 2012 belegt sie Platz 78 der Weltrangliste.

## Werdegang
1988 startete sie bei den Olympischen Spielen in Seoul und belegte im Einzel den 42. Rang, mit dem Team ritt sie auf Platz 9. Vier Jahre darauf belegte die Mannschaft bei den olympischen Reitwettbewerben in Barcelona den 5. Platz, im Einzel ritt van Olst auf Platz 10.
Bei den Europameisterschaften 1999 in Arnheim gewann sie im Team mit Lars Petersen, Lone Jörgensen und Jon Pedersen Mannschaftsbronze.
Bei den Olympischen Spielen 2000 in Sydney erritt das Team Platz vier, im Einzel belegte sie Rang 29. 2008 gewann die dänische Mannschaft bei den Olympischen Spielen in Peking die Bronzemedaille, im Einzel ritt van Olst auf Platz 21.

## Pferde (Auszug)
- Clearwater (* 2002), brauner DWB-Wallach, Vater: Carpaccio, Muttervater: Limebrand, Besitzer: Anne van Olst + Team Eyquis